# Turandot (Puccini)
Turandot este o operă în 3 acte compusă de Giacomo Puccini, pe un libret de Giuseppe Adami și Renato Simoni, după o piesă de Friedrich Schiller, bazată pe un basm persan inclus în colecția lui Carlo Gozzi „1001 de zile” (secolul al XVIII-lea). Partitura, pe care Puccini a lăsat-o neterminată, a fost finalizată de Franco Alfano.
Premiera mondială a avut loc la 25 aprilie 1926 la Teatro alla Scala din Milano,  sub bagheta lui Arturo Toscanini. În timpul concertului inaugural, la un moment dat, dirijorul s-a întrerupt la locul până unde compusese Puccini și a spus: „în acest moment, maestrul a pus jos pana”. După un moment de tăcere în sală, de la balcon s-a auzit: „Viva Puccini!” urmat de ovațiile publicului. 
Premiera la Chișinău a avut loc la 29 aprilie 1979, la Teatrul Moldovenesc de Stat de Operă și Balet „A.S.Pușkin”. 

## Personaje
- Turandot, principesă chineză (soprană drammatică)
- Altoum, tatăl ei, împăratul Chinei (tenor)
- Timur, fostul rege al Tartariei, izgonit (bas)
- Calaf, prințul necunoscut, fiul său (tenor dramatic)
- Liu, o tânără sclavă, călăuza lui Timur (soprană lirică)
- Ping, mare cancelar (bariton)
- Pang, mare șambelan (tenor)
- Pong ,mare paharnic (tenor)
- un mandarin (bariton)
- Principele Persiei (tenor)
- călăul Pu-Tin-Pao (rol mut)
- demnitari, mandarini, garda imperială, servitori, preoți, opt înțelepți, servitoarele lui Turandot, soldați, stegari, umbrele morților, călăi, popor.

## Acțiunea
Acțiunea are loc la Peking, (China), în urmă cu multe sute de ani. 

### Actul I
Lângă Palatul Imperial din Peking, un Mandarin citește un decret imperial: oricare prinț care aspiră la căsătoria cu Prințesa Turandot trebuie să răspundă la trei ghicitori; cei care nu răspund corect sunt decapitați. Ca rezultat al acestui decret, Prințul Persan (cel mai recent dintre pretendenți) urmează să fie decapitat la ora când va răsări luna. Cetățenii îl cheamă pe călăul Pu Tin-Pao. O sclavă, Liu, cere ajutor fiindcă bătrânul ei stăpân a căzut. Un tânăr vine să-l ajute pe bătrân și îl recunoaște ca fiind Timur, tatăl său, fostul rege al Tătarilor care a luat calea exilului după ce dușmanii l-au înfrânt. Așadar, tânărul străin este de fapt un prinț despre care s-a crezut că a fost ucis în război. Timur îi povestește fiului lui că Liu este singura ființă care i-a rămas credincioasă în exil. Prințul Tătar o întreabă pe Liu motivul acestei fidelități și ea spune că ea se datorează faptului că Prințul i-a zâmbit cândva, cu mult timp în urmă. Luna răsare, Prințul Persan trece prin mulțime în drumul său spre execuție, oamenii sunt mișcați și o roagă pe Turandot să-i cruțe viața. Turandot apare pentru un moment și face semn tăcut prin care ordonă execuția. Prințul Tătar este fermecat de frumusețea Prințesei și decide să devină soțul ei. Miniștrii Ping, Pang și Pong încearcă să-l împiedice să-și riște viața. Ei exprimă punctul de vedere taoist după care nimic nu există pe lume în afară de atotcuprinzătorul "Tao" (cuvânt chinez care desemnează izvorul și principiul a tot ce există; "Tao" este de asemeni și "calea" catre o viață virtuoasă, armonioasă). Ei cântă în trio: " - O iubești? De ce? Pe cine? Pe Turandot? Ha, ha, ha! Pe Turandot? Ha, ha ! - Ești nebun! - Turandot nu există! - Nu există decât Vidul în care vei fi anihilat! - Turandot nu există! - Turandot? Nu e mai mult decât toți ceilalți nebuni ca tine! Nu există niciun om, niciun zeu, nici eu nu exist! Nici națiuni, nici regi, nici Pu Tin-Pao! Nu există decât Tao! - Te vei distruge în același fel ca toți ceilalți nebuni asemeni ție! - Nu există nimic decât Tao!". Timur și Liu încearcă de asemeni să-l descurajeze pe Prințul Tătar, dar în ciuda tuturor avertismentelor, el lovește gongul care îl proclamă drept un nou pretendent.

### Actul II
Ping, Pang și Pong se plâng de comportarea sângeroasă a lui Turandot. Ei doresc ca Prințesa să se îndrăgostească, pentru ca pacea să domnească în China. Miniștrii  se gândesc cu nostalgie la casele lor de la țară. Mulțimea se adună să audă cum Turandot îl va pune la încercare pe străin, în vreme ce miniștrii se grăbesc să pregătească fie ceremonia decapitării, fie ceremonia căsătoriei.
Bătrânul Împărat al Chinei îl roagă pe Prințul străin să renunțe la această încercare riscantă, dar Prințul e hotărât să continue. Turandot vine și spune povestea blândei prințese Lou-Ling, cea care a fost ucisă cu sălbăticie de către un prinț tătar în urmă cu multă vreme. Ea spune: "Prințesa Lou-Ling, străbuna mea dulce și senină, tu care ai domnit în tăcere și bucurie pură, sfidând cu consecvență și fermitate oribila tiranie bărbătească, astăzi trăiești din nou în mine !" ... "Voi, prinți care veniți aici cu caravane mari din toate colțurile lumii pentru a va încerca norocul, să știți că mă răzbun pe voi în numele purității ei, în numele plânsului ei și al morții ei! Niciun bărbat nu mă va avea vreodată! În inima mea trăiește ura împotriva celui care a ucis-o pe ea. Nu! Nu! Niciun bărbat nu mă va avea vreodată! Ah, mândria marii ei purități a renăscut în mine!" Încercând să-l descurajeze pe Prinț, Turandot spune că ghicitorile sunt trei, dar moartea e una. Curajosul Prinț răspunde că și viața este una. Apoi vine prima întrebare a lui Turandot: Care este fantoma care îi urmărește pe toți muritorii, născându-se în fiecare noapte, murind în fiecare dimineață? "Speranța" răspunde Prințul, în mod corect. Urmează a doua întrebare: Ce se aprinde ca focul, se răcește când îți pierzi curajul sau mori, se încinge din cauza pasiunii? "Sângele" răspunde Prințul Tătar, în mod corect pentru a doua oară. Turandot este tulburată, dar rostește a treia întrebare: Care este gheața care îți dă foc și pe care focul tău o îngheață și mai mult; te înrobește dacă îți permite libertatea și te face rege dacă te acceptă ca sclav?  După o tăcere grea, Prințul strigă răspunsul: "Turandot!". Mulțimea își exprimă bucuria, Turandot îl imploră pe tatăl ei să n-o mărite cu un străin, dar împăratul spune că jurământul este sacru. Cu toate astea, Prințul Tătar afirmă că ceea ce dorește el este iubirea lui Turandot. Nu o vrea de soție împotriva voinței ei. Prințul își pune din nou viața în mâinile lui Turandot, spunându-i că dacă va reuși să afle numele lui până în dimineața următoare, el acceptă să fie decapitat.

### Actul III
Gărzile palatului anunță că nimeni n-are voie să doarmă în Peking, până ce Turandot nu află numele străinului. Prințul Tătar meditează la viitoarea lui fericire. Ping, Pang și Pong încearcă să-l convingă să se retragă, oferindu-i femei, bogății și glorie. Toate tentativele lor eșuează. Niște oameni îl amenință cu pumnalele pe Prințul Tătar, încercând să-i afle numele. Soldații îi prind pe Liu și Timur care au fost văzuți în tovărășia străinului și se presupune că i-ar ști numele. Turandot vine și îi ordonă lui Timur să vorbească. Liu îl apără pe bătrân, spunând că numai ea cunoaște numele străinului. Ea este torturată, dar păstrează secretul. Impresionată de comportamentul ei, Turandot o întreabă care este motivul. Liu răspunde că Iubirea este secretul puterii ei. Apoi ea apucă un pumnal de la un soldat și se sinucide. Timur și mulțimea jelesc moartea ei... 
(Giacomo Puccini a murit când muzica lui a ajuns la acest punct al libretului. Muzica destinată ultimelor 10 minute ale operei a fost lăsată de compozitor într-o formă neterminată, pe o ciornă de 36 de pagini. Ea a fost completată, orchestrată și aranjată de fostul lui elev, Franco Alfani). 
...Turandot și Prințul Tătar rămân singuri. Prințul o sărută; Turandot plânge și mărturisește că îl iubește. Acum Prințul este sigur de victorie și îi spune că numele lui este Calaf. Mulțimea îl aclamă pe Împărat. Turandot se apropie de tronul tatălui ei și anunță că numele străinului este „Iubire”. Mulțimea îi aclamă pe îndrăgostiți într-un imn închinat „Iubirii”.

## Galerie de imagini

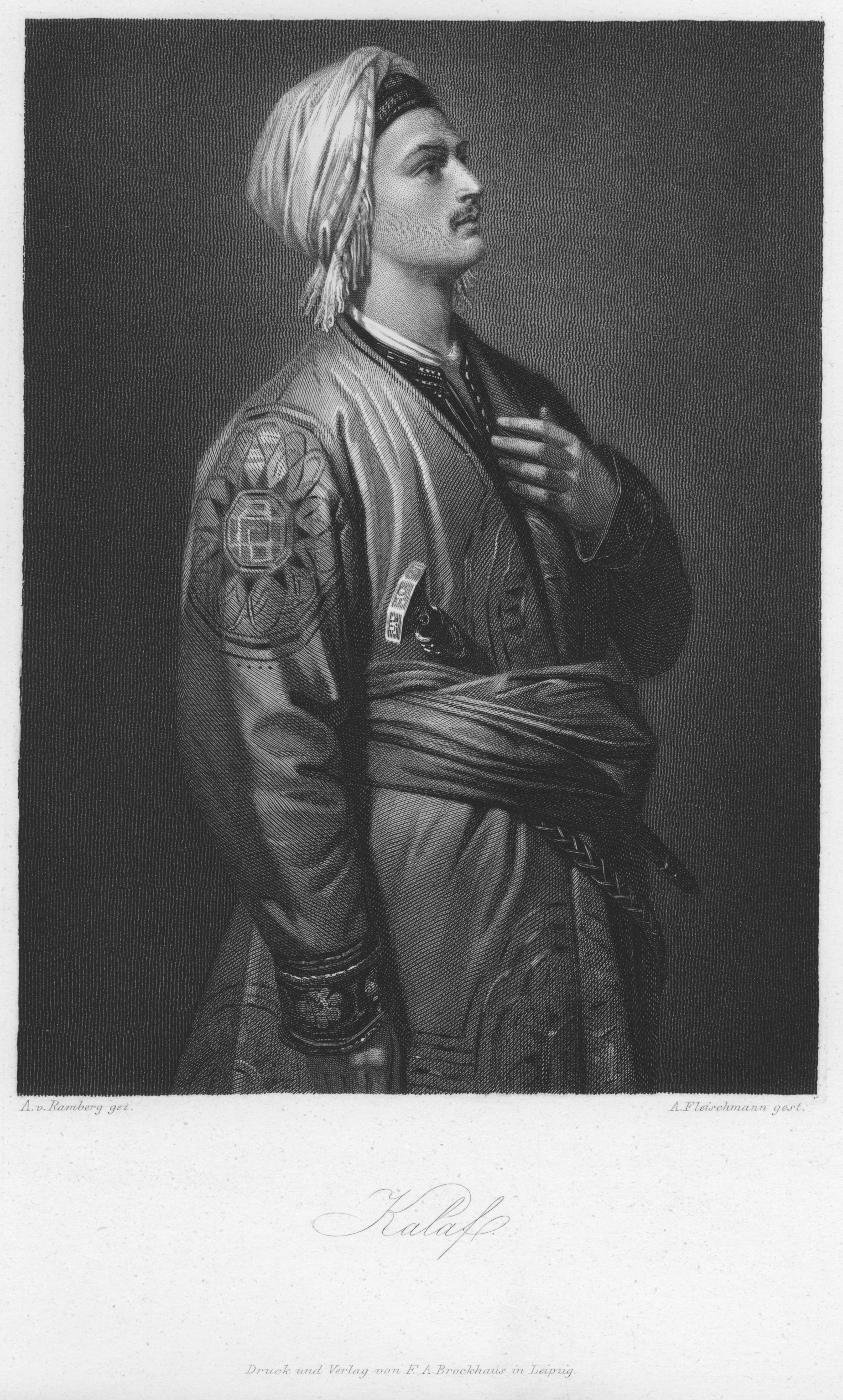
Galeria Schiller, Calaf–prințul necunoscut (gravură în metal, 1859)
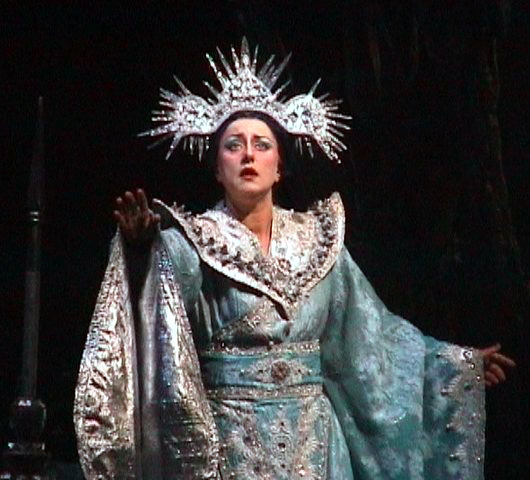
Soprana Gabriele Maria Ronge, în rolul lui Turandot
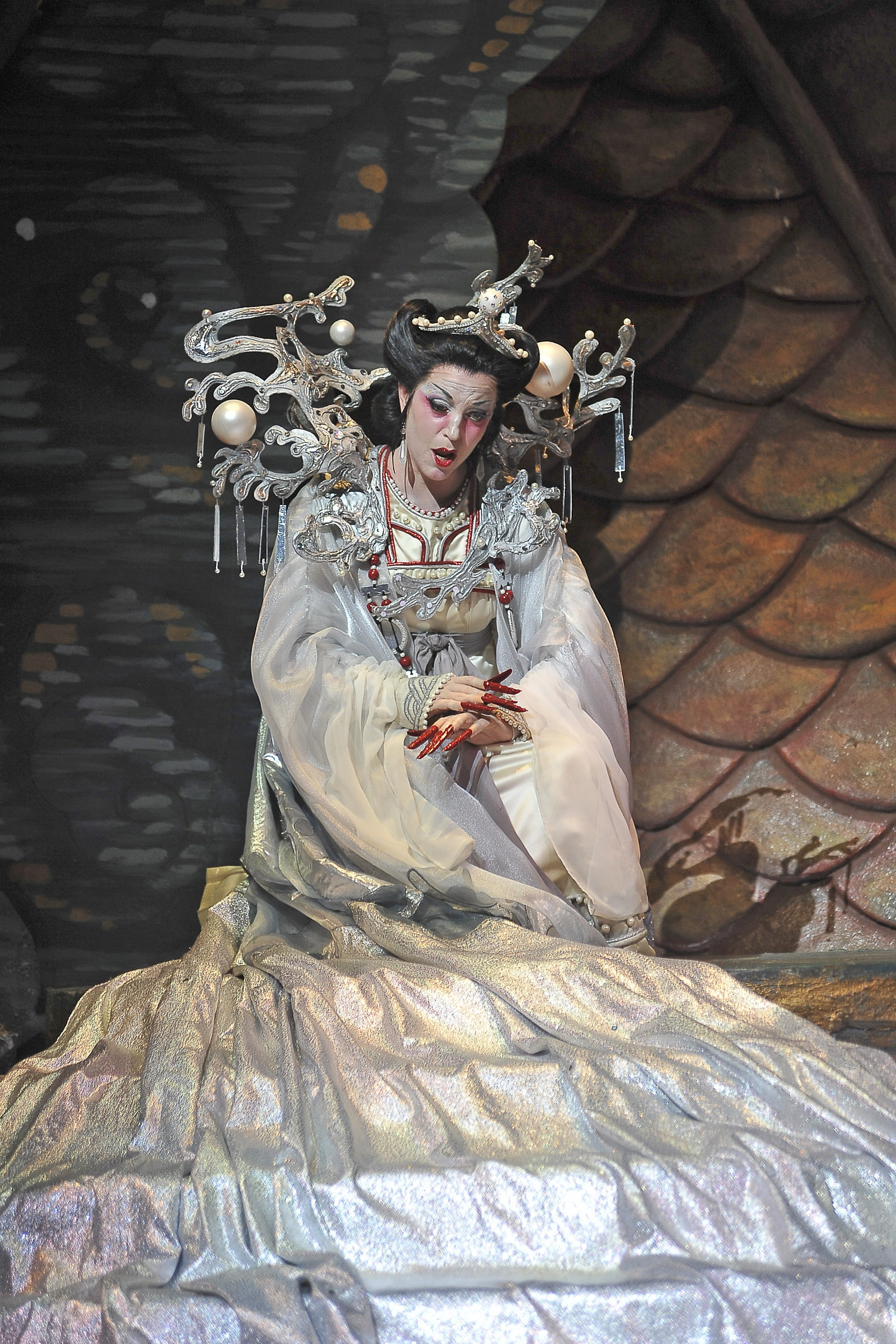
Lise Lindstrom în opera Turandot în 2010 la Florida Grand Opera